# Stichting ABN AMRO Kunstverzameling
Stichting ABN AMRO Kunstverzameling is een juridische constructie die in 1976 werd opgericht en sinds eind 2007 de kunstverzameling van de ABN AMRO Bank beheert.

## De collectie
De kunstcollectie herbergt een dwarsdoorsnede van de Nederlandse naoorlogse kunst met namen als Karel Appel, Marlene Dumas, Eylem Aladogan en Heringa/Van Kalsbeek. Ook uitzonderlijke stukken zoals het zilveren proefmodel van de Mellerio-parure, tegenwoordig in bruikleen bij Nederlands Zilvermuseum Schoonhoven, zijn onderdeel van de collectie. Daarbuiten bevat de verzameling ook werken van bekende buitenlandse kunstenaars als Andy Warhol en Donald Judd. Oorspronkelijk was het de bedoeling door kunstaankopen de werkplekken te verfraaien. De in 25 jaar zorgvuldig opgebouwde collectie omvat ongeveer 16.000 kunstwerken en is daardoor de omvangrijkste kunstcollectie van een particulier bedrijf in Nederland buiten het museale circuit.

## Toedracht
In oktober 2007 heeft de bank haar kunstcollectie voor een symbolisch bedrag van 1 euro overgedragen aan de stichting om te voorkomen dat het nieuwe consortium Fortis, Royal Bank of Scotland (RBS) en Banco Santander de verzameling zou opsplitsen. De rechtskundige eigendom ligt daarmee bij de stichting waardoor mogelijke schuldeisers geen aanspraak kunnen maken op delen of de gehele collectie bij een overname of een faillissement. De voormalige ABN AMRO-topman Rijkman Groenink fungeert als voorzitter van de nieuwe stichting en volgt oud-ABN AMRO-bestuurder Tom de Swaan in die functie op.
De stichting heeft alleen de (blote) juridische eigendom verkregen, maar niet het economische eigendomsrecht, dat wel bij ABN AMRO blijft. Hierdoor moesten de nieuwe eigenaren wel het onderhoud aan de kunstcollectie betalen, maar konden ze geen stukken ervan aan anderen overdragen. Om te garanderen dat het bankentrio de kunstcollectie niet kon opbreken werd in een contract vastgelegd dat bij pogingen hiertoe de stichting automatisch het recht krijgt om alle kunstwerken voor 1 euro te kopen en dat de eigendom ervan automatisch zou toekomen aan het Stedelijk Museum in Amsterdam. RBS stond in maart 2009, in het kader van een met de Nederlandse staat gesloten verdrag in december 2008, haar economische eigendom gratis af aan de genationaliseerde bank ABN AMRO Nederland, waardoor RBS zelf niet meer voor het onderhoud hoeft te betalen.
Eind mei 2009 werd bekend dat de stichting na twee jaar inactiviteit weer Nederlandse kunst zou gaan aankopen om hiaten op te vullen.